# Ali Razmara

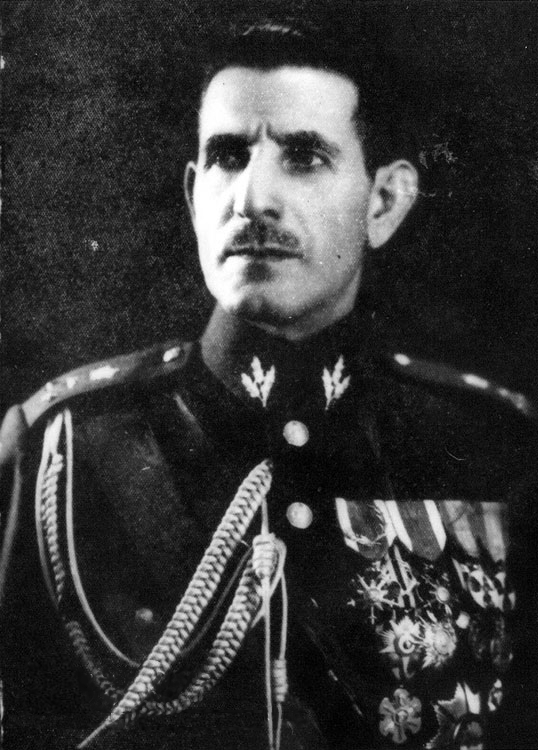
Generalleutnant Hadsch Ali Razmara

Hadsch Ali Razmara (persisch حاجعلی رزم‌آرا Hāj'alī Razmārā; * 30. März 1901 in Teheran; † 7. März 1951) war Generalleutnant (Sepahbod) der iranischen Armee und vom Juni 1950 bis März 1951 Premierminister von Iran. Er war mit Anwar-el Moluk Hedayat, einer Schwester von Sadegh Hedayat, verheiratet und hatte fünf Kinder. Razmara ist ein angenommener, literarischer Name und bedeutet wörtlich übersetzt „Kampfgestalter“. Razmara wird als „methodisch, diszipliniert, ernsthaft und ehrgeizig“ beschrieben. Er starb am 7. März 1951 durch ein politisch motiviertes Attentat eines Mitglieds der Islamistengruppe Fedajin-e Islam.

## Jugend und militärische Karriere
Hadsch Ali kam am Abend des Opferfestes 1901 zur Welt. Das führte dazu, dass man seinem Vornamen Ali noch Hadsch hinzufügte. Bereits in der Grundschule war er Klassenbester. Nach dem Besuch der Grundschule besuchte er zunächst das französische Gymnasium in Teheran und ging später zur Dar-ol Fonun. Anschließend schrieb er sich in die gerade neu eröffnete Militärschule in Teheran ein. Bei der Aufnahmeprüfung erreichte er das zehntbeste Ergebnis aller jemals getesteten Bewerber.
Nach seinem Abschluss begann er seine militärische Laufbahn in der Zentrale der Militärverwaltung. Unter Reza Savadkuhi, dem späteren Reza Schah war er an der Niederschlagung der Dschangali-Bewegung von Mirza Kutschak Khan im Norden Irans und der Separatistenbewegung von Ismael Agha Simko, dem Anführer des kurdischen Schikak-Stammes, in Aserbaidschan beteiligt.
Im Alter von 22 Jahren wurde er zusammen mit weiteren Offizieren an die Militärakademie St. Cyr in Frankreich gesandt. Nach zwei Jahren kehrte er nach Iran zurück. Er wurde für 6 Jahre nach Lurestan abkommandiert, um die dortigen anhaltenden separatistischen Unruhen zu beenden. 1934 wurde er nach Teheran zurückbeordert und dort mit der Gründung des Zentrums für militärische Kartographie beauftragt. Später wurde er stellvertretender Präsident der iranischen Militärakademie und verantwortlich für die Offiziersausbildung.
Mit 37 Jahren wurde er 1938 zum General befördert. Von da an war er Mitglied des Hohen Militärrats. Im August 1941, als Iran von England und der Sowjetunion im Rahmen der anglo-sowjetischen Invasion angegriffen wurde, riet er Reza Schah zur sofortigen Kapitulation. Nach der Auflösung der iranischen Armee durch die alliierten Streitkräfte hat General Razmara die Truppenreste in Teheran neu formiert und als Division Nr. 1 neu gegründet.
Unter Premierminister Ahmad Qavam wurde General Razmara Chef der iranischen Armee. Nach dem Zweiten Weltkrieg war er maßgeblich an der Auflösung der 1946 mit Unterstützung der Sowjetunion gegründeten Aserbaidschanischen Volksregierung und damit an der Beendigung der Irankrise beteiligt.

## Premierminister von Iran
Nach dem Rücktritt von Premierminister Radschab Ali Mansur am 26. Juni 1950 wurde Hadsch Ali Razmara Premierminister. Razmara trat für eine Dezentralisierung der Regierung ein. Sein Motto war: „Bringen wir die Regierung zu den Leuten“. Dementsprechend brachte er als erste Gesetzesinitiative eine Vorlage zur Schaffung von Stadt- und Bezirksräten ins Parlament ein. Die kommunale Selbstverwaltung war nach der iranischen Verfassung zwar vorgesehen, aber bisher nicht umgesetzt worden. Die Stadt- und Bezirksräte sollten u. a. für die lokale Gesundheitsversorgung, das Schulwesen und landwirtschaftliche Projekte zuständig sein. Ein erbitterter Gegner der Dezentralisierung war Mossadegh. Um seine politische Machtbasis abzusichern, bereitete Razmara die Gründung einer neuen, sozial-demokratisch orientierten Partei vor.
Der bedeutsamste Erfolg Razmaras war die Institutionalisierung des Point-IV-Programms (asl-e chahar) in Iran durch eine Vereinbarung mit dem Präsidenten der Vereinigten Staaten Truman. In Razmaras Amtszeit fielen die Verhandlungen mit der Anglo-Iranian Oil Company (AIOC) über eine gerechtere Verteilung der Öleinnahmen. Die Raffinerie von Abadan hatte sich in den vergangenen 40 Jahren zur größten Raffinerie der Welt entwickelt. Die Raffinerie wie alle anderen Ölanlagen in diesem Teil Irans wurden von der britischen Anglo-Iranian Oil Company (AIOC) auf der Grundlage eines 1933 zwischen der AOIC und Iran geschlossenen Abkommens betrieben. Nach diesem für eine Dauer von 60 Jahren geltenden Abkommen standen Iran ca. 8 % des Nettoerlöses aus dem Verkauf des Rohöls zu, unabhängig von den Erlösen aus der Raffinerie und dem Verkauf von Ölfertigprodukten. Die AIOC erzielte im Jahre 1947 einen Nettoerlös von £40 Mio., wovon an Iran £7 Mio. abgeführt wurden, was einer Quote von 18 % entsprach.

Die politische Auseinandersetzung zwischen Razmara und Mossadegh war bereits zu Beginn der Amtszeit von Razmara von einer Morddrohung geprägt. Razmara stellte am 27. Juni 1950 sein Kabinett und sein Regierungsprogramm dem iranischen Parlament vor. In der folgenden Sitzung griff Mossadegh Razmara persönlich an: 

„... Ich schwöre bei dem einen Gott, es wird Blut fließen, es wird Blut fließen. Wir werden kämpfen, und wir werden vielleicht getötet werden. Falls Sie ein Mann des Militärs sind, so bin ich mehr Soldat als Sie. Ich werde töten, noch in diesem Parlament werde ich Sie töten.“

Im Jahr 1950 verhandelte die Arabian-American Oil Company (ARAMCO) mit den Saudis über ein neues Abkommen, das eine 50/50-Aufteilung der Nettoöleinnahmen vorsah. Für die iranische Regierung, das Parlament und den Schah war es selbstverständlich, dass mit der AIOC eine vergleichbare Regelung erzielt werden sollte. In den Verhandlungen hatte die iranische Regierung zwei Möglichkeiten: Sie konnte mit der Verstaatlichung oder, wie in dem Abkommen vorgesehen, nach 30 Jahren (1963) mit einer massiven Besteuerung der AIOC-Gewinne drohen. Razmara war ein entschiedener Gegner einer Verstaatlichung, während Mossadegh, der Sprecher der neu gegründeten Partei der Nationalen Front in der Verstaatlichung den einzig gangbaren Weg sah. Razmara hatte ein Gutachten über die Folgen der Verstaatlichung der Ölanlagen in Auftrag gegeben. Die Gutachter Fathollah Nacficy und Baqer Mostofi, die bei der AIOC beschäftigt waren, kamen zu dem Schluss, dass es für eine noch zu gründende nationale iranische Ölgesellschaft extrem schwierig sein würde, das Kartell der internationalen Ölgesellschaften aufzubrechen, und Rohöl oder raffiniertes Öl auf dem Weltmarkt zu verkaufen. Eine Verstaatlichung würde aufgrund der Blockadehaltung des Kartells zu einem erheblichen Einnahmeverlust für Iran führen.

In einer Sondersitzung am 24. Dezember 1950 sagte Premierminister Razmara im iranischen Parlament: 

„Ich möchte hier klarstellen, dass Iran gegenwärtig nicht über die industriellen Möglichkeiten verfügt, das Öl aus der Erde zu holen, und es auf dem Weltmarkt zu verkaufen [...] Meine Herrn, Sie können doch mit den Ihnen zur Verfügung stehenden Mitarbeitern nicht einmal eine Zementfabrik managen. [...] Ich sage das in aller Deutlichkeit, wer das Vermögen und die Ressourcen unseres Landes in Gefahr bringt, begeht Verrat an unserem Volk.“

Die Gegenrede zur Regierungserklärung von Premierminister Razmara hielt Mozaffar Baqai. Baqai trat entschieden für eine Verstaatlichung ein und übte heftige Kritik an der Position von Razmara.
Mossadegh verschärfte die politische Auseinandersetzung mit der Regierung am 7. März 1951 mit einer Presseerklärung zur Position des Premierministers Razmara in der Ölfrage: 

„Im Namen der Nationalen Front erkläre ich, dass die Iraner nur Hass gegenüber dem, was der Premierminister gesagt hat, empfinden. Wir halten eine Regierung für illegitim, die sich auf solch eine sklavenhafte Erniedrigung einlässt. Es führt kein Weg an der Verstaatlichung des Öls vorbei.“

 Noch am selben Tag wurde Razmara von einem Mitglied der Fedajin-e Islam ermordet.

## Ermordung
Nach seiner Rede im Parlament ging Razmara zur Soltani Moschee im Basar, um an einer Trauerfeier für den Ajatollah Fajz teilzunehmen. Die Polizei bahnte für den Premierminister einen Weg durch die versammelte Menschenmenge. Khalil Tahmasbi, ein Mitglied der Fedajin-e Islam, schoss dreimal und verwundete Razmara tödlich. Er wurde noch am Tatort verhaftet. Ajatollah Abol-Ghasem Kaschani erklärte den Mörder Razmaras zu einem „Retter des iranischen Volkes“ und forderte seine umgehende Entlassung aus dem Gefängnis. Kaschani hatte zuvor in einer Fatwa Razmara zum Tode verurteilt.
Eine Woche nach der Ermordung Razmaras beschloss das iranische Parlament die Verstaatlichung der Ölanlagen. Am 8. Mai 1951 wurde Mossadegh Premierminister. Der Mörder Razmaras wurde im November 1952 aufgrund einer von Kaschani verfassten Resolution mit Unterstützung der Abgeordneten der Nationalen Front vom iranischen Parlament begnadigt. Der bereits 104 Jahre alte Vater von Razmara hatte noch in einem persönlichen Brief an das Parlament die Ablehnung der Resolution gefordert, in dem er auf die Verdienste seines Sohnes hinwies, der sich sein ganzes Leben lang für die Nation eingesetzt habe. Es nützte nichts. Der Mörder wurde als Held gefeiert und Premierminister Mossadegh empfing ihn in seinem Amtssitz.
Hadsch Ali Razmara wurde im Bagh-e Touti (Papageiengarten) in Schah Abdul Azim in Ray bestattet.

## Auswirkungen auf die Politik in Iran
Nach der Ermordung Razmaras begann eine Periode von Mordanschlägen, Morddrohungen und gewalttätigen Demonstrationen, wie sie das Land so noch nicht gesehen hatte. Die Verstaatlichung der Ölindustrie führte zur Abadan-Krise, die Mohammad Reza Schah ins erste Exil zwang, und zum Sturz der Mossadegh-Regierung führte. Die Krise wurde erst durch das Eingreifen der USA unter Präsident Eisenhower beendet. Das Mitte der fünfziger Jahre geschlossene Konsortialabkommen, das die Frage der Öleinnahmen für die nächsten 25 Jahre klären sollte, stellte letztlich niemanden in Iran wirklich zufrieden.